# Jeu de tables

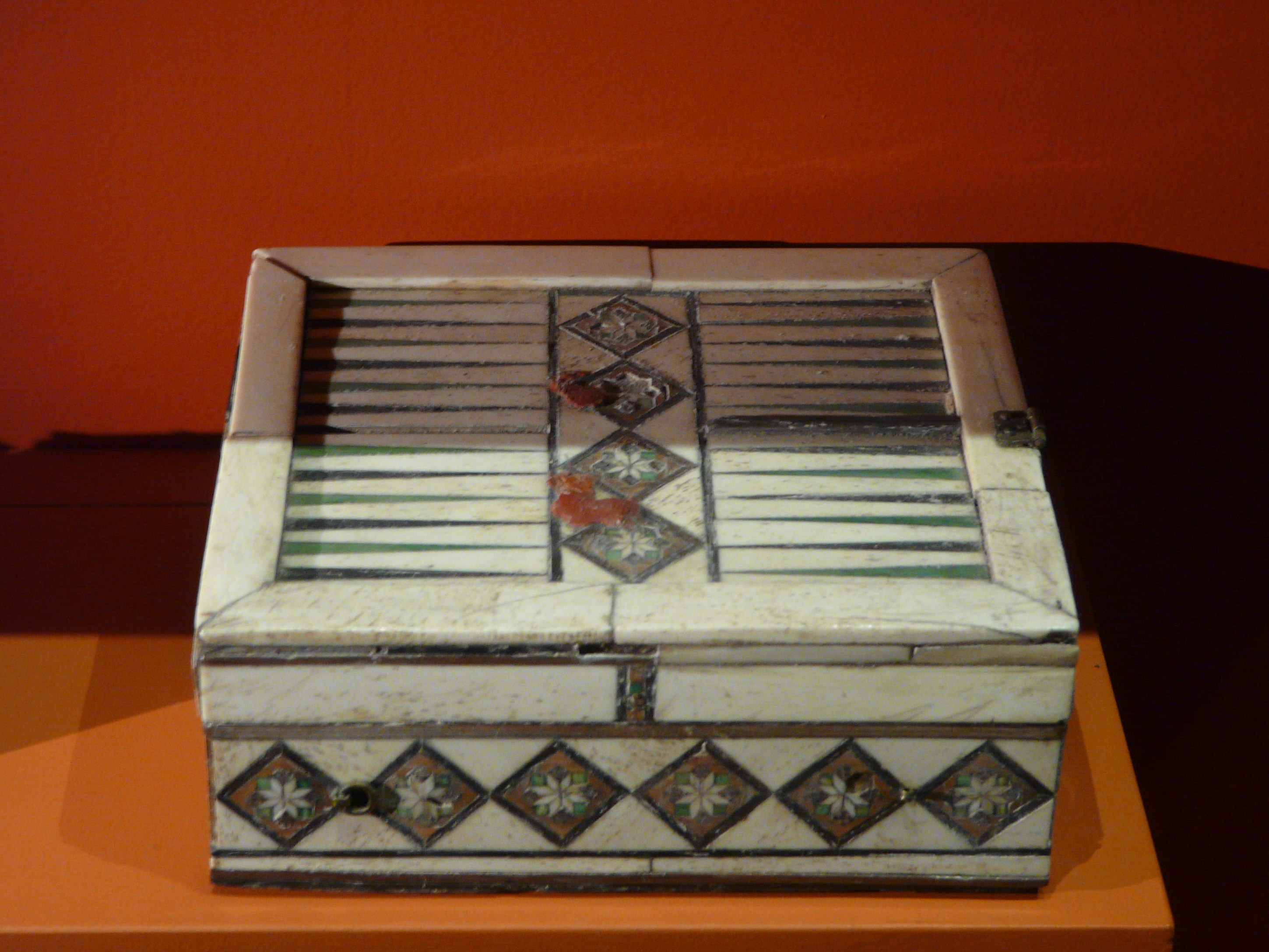
Coffret du XVe siècle en bois et os avec une face jeu de tables et l'autre échiquier, trésor de la cathédrale Notre-Dame de Saint-Bertrand-de-Comminges.

Jeu de tables est une appellation générique donnée à un ensemble de jeux de société pratiqués simultanément par deux joueurs avec un matériel spécifique consistant en un tablier de 24 cases en forme de triangles, de palets en guise de pions appelés « dames » et de dés à six faces.
Les nombres de dames et de dés dépendent des règles du jeu pratiquées. Le plus souvent, chacun des deux joueurs utilise 15 dames et deux dés.
Le jeu de tables le plus répandu de nos jours se trouve être le backgammon, appellation britannique qui a prévalu en France à la fin de l'époque napoléonienne se substituant à celle de « toutes tables ».
Cependant, les jeux de tables font partie des plus anciens jeux de société pratiqués et existent en grand nombre de par le monde.

## Origine de l'appellation
Dans la Rome antique était joué un jeu appelé Tabula utilisant le même matériel. Tabula signifiant table était le support du jeu, appellation qui subsiste dans le jeu turc tavla. En effet, le mot « table » désignait non pas le meuble bien connu, mais une planche ou plaque un peu épaisse faite de divers matériaux comme la pierre ou le bois. En latin la table en tant que meuble se dit « mensa ».
Les jeux de tables, dont le tric-trac, ont connu une diffusion importante entre la fin du Xe et le XIIe siècle. Rien que dans le centre Ouest de la France un grand nombre de pièces de tric-trac furent découvertes sur une dizaine de sites permettant de relier ces pièces à des sites aristocratiques.
Au Moyen Âge, en France, les jeux pratiqués sur le même support prirent le nom de « Tables » Cependant en passant au pluriel, « table » désignait bien le support mais surtout les palets qui pouvaient être considérés comme de petites tables faites de bois, de pierre, d'os, d'ivoire ou d'autres matériaux. Les palets ont conservé le nom de « tables » jusqu'au XVIIe siècle au cours duquel ils ont pris progressivement celui de « dames ». Le trictrac, jeu de tables en vogue du XVIe au XIXe siècle, bien qu'ayant adopté le nom de « dame » n'en a pas moins conservé la mémoire de « table » pour l'appellation des palets dans des expressions comme « jan de six tables » ou « jan de deux tables ». Le déplacement des dames sur le tablier a aussi continué à s'appeler « tabler » aussi bien que « caser ».
Dans l'ancienne appellation française du backgammon, « toutes tables », table désigne non pas les palets mais un groupe de six cases. Le tablier comportant quatre tables ainsi identifiées, les palets sont répartis à la mise en place de ce jeu dans toutes les tables.

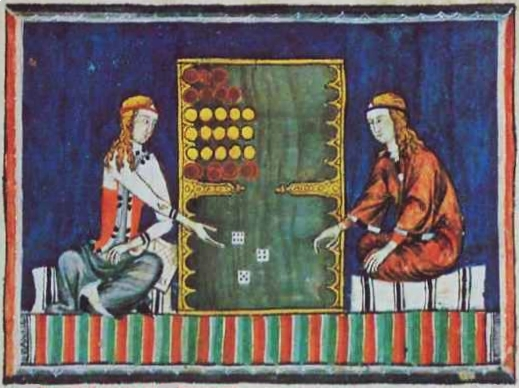
Illustration du jeu de tables Seis, dos, y as (Le livre des jeux d'Alphonse X de Castille)

L'appellation générique « Jeu de tables » n'était pas utilisée uniquement en France. En Espagne, Alphonse X de Castille a laissé en 1283 un fameux manuscrit intitulé « El libro de ajedrez, dados e tablas » (« Le livre des échecs, dés et tables ») comportant un nombre important de règles illustrées de jeux de tables. Sur l'illustration ci-contre provenant de ce livre aussi intitulé « Libro de los juegos » (« Le livre des jeux ») on peut observer que les cases sont bien au nombre de 24 mais matérialisées non pas par des triangles mais par des demi-cercles.

## Objectifs des jeux de tables
On assimile souvent les jeux de tables à des jeux de parcours dans lesquels le premier joueur à sortir ses dames a gagné. Si cela est vrai pour une majorité de jeux de tables, il existe d'autres objectifs.
On peut ainsi lister différents objectifs avec quelques exemples de jeux dont certains regroupent plusieurs d'entre eux.
|                                                         | Backgammon | Jacquet | Revertier | Tables suédoises | Trictrac |
| ------------------------------------------------------- | ---------- | ------- | --------- | ---------------- | -------- |
| Sortir le premier toutes ses dames du tablier           |            |         |           |                  |          |
| Marquer des points selon des situations de jeu diverses |            |         |           |                  |          |
| Bloquer définitivement son adversaire                   |            |         |           |                  |          |
| Réaliser des figures                                    |            |         |           |                  |          |

## Différents jeux de tables
Les jeux de tables sont très répandus. Même si le backgammon est le plus connu aujourd'hui, du fait de sa médiatisation via Internet, il en existe dans un grand nombre de pays comme en Grèce, le Tavli (τάβλι) qui consiste à jouer successivement trois « jeux de tables » différents dont le premier est une version ancienne du backgammon, appelée Portes (πόρτες), le deuxième le Plakoto (πλακωτό), et le troisième le Fevga (φεύγα), appelé moultezim en Turquie.
Quelques jeux de tables :
- Backgammon     (International)
- Jacquet     (France)
- Trictrac    (France)
- Tourne-case (France)
- Tavla       (Turquie)
- Table        (Roumanie)
- Puff        (Allemagne)
- Bräde       (Suède)
- Toccadille  (Espagne)
- Gioul       (Turquie)
- Moultezim   (Turquie)
- Fevga       (Grèce)
- Esir        (Turquie)
- Shesh Besh  (Turquie)
- Tapa        (Bulgarie)
- Gulbara        (Bulgarie)
- Acey-Deucey (États-Unis)

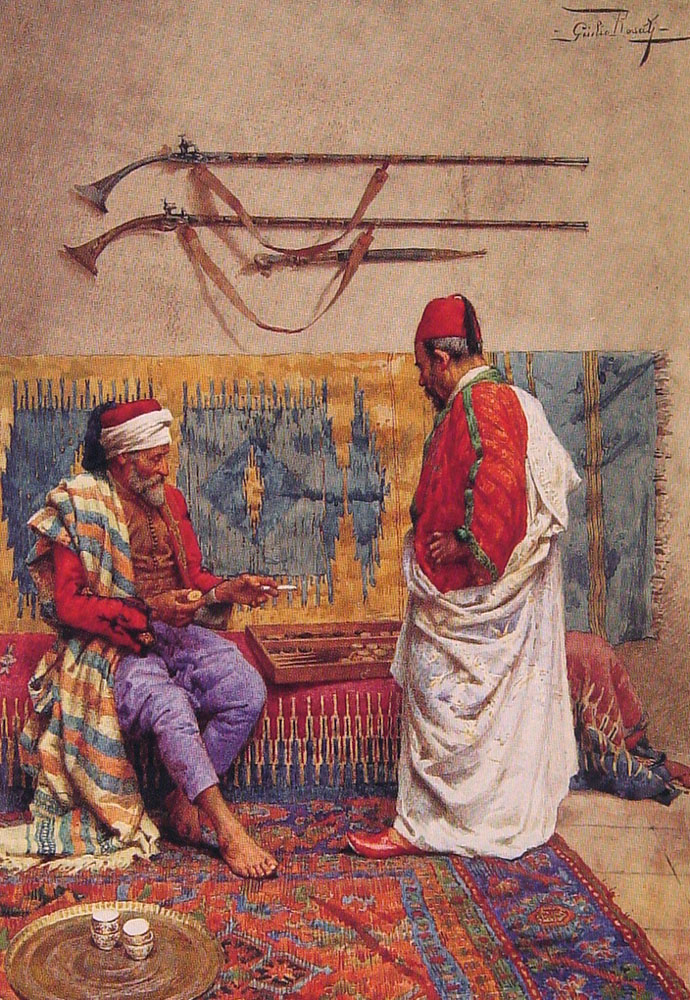
Une partie de backgammon (Giulio Rosati (1858-1917).

- Nardy       (Russie et ex-Union soviétique)
- Takht-e nard (Iran)